# Bertrand Auerbach
Bertrand Auerbach (2. září 1856 – 25. srpna 1942) byl francouzský geograf a historik. Studoval na École normale supérieure, promoval roku 1876. Hrál důležitou roli v rozvoji regionální geografie spolu s Vidalem de La Blache. Byl děkanem na univerzitě v Nancy.

## Dílo
- Le Plateau lorrain. Essai de géographie régionale, Paříž / Nancy, Berger-Levrault, 1893.
- Recueil des instructions données aux ambassadeurs et ministres de France depuis les traités de Westphalie jusqu’à la Révolution française, vol. XVIII : Diète germanique, avec une instruction et des notes par Bertrand Auerbach, Paříž, 1912.
- Les races et les nationalités en Autriche-Hongrie, Paříž, 1917.